# Российское сельскохозяйственное издательство
«Росси́йское сельскохозя́йственное изда́тельство» («Россельхозизда́т») — советское государственное издательство. Основано в 1954 году в Москве. Ликвидировано. 

## История
Основано в 1954 году как «Изда́тельство Министе́рства совхо́зов СССР». В 1963 году было переименовано в «Россельхозиздат» и перешло в подчинение Государственному комитету Совета министров РСФСР по печати.
Специализировалось на литературе по различным вопросам сельскохозяйственного производства Российской Федерации. Выпускало книжные серии «Библиотечка “Домашнее животноводство”», «Библиотечка овощевода-любителя».
| Статистика по объёмам производства. 1979–1990 годы | Статистика по объёмам производства. 1979–1990 годы | Статистика по объёмам производства. 1979–1990 годы | Статистика по объёмам производства. 1979–1990 годы | Статистика по объёмам производства. 1979–1990 годы | Статистика по объёмам производства. 1979–1990 годы | Статистика по объёмам производства. 1979–1990 годы | Статистика по объёмам производства. 1979–1990 годы |
| —                                                  | 1979                                               | 1980                                               | 1982                                               | 1983                                               | 1984                                               | 1985                                               | 1990                                               |
| -------------------------------------------------- | -------------------------------------------------- | -------------------------------------------------- | -------------------------------------------------- | -------------------------------------------------- | -------------------------------------------------- | -------------------------------------------------- | -------------------------------------------------- |
| Кол-во книг и брошюр, печатных единиц              | 191                                                | 188                                                | 165                                                | 168                                                | 173                                                | 225                                                | 116                                                |
| Тираж, млн экз.                                    | 5,3                                                | 6,5316                                             | 6,0858                                             | 6,1145                                             | 6,1752                                             | 8,5498                                             | 4,7829                                             |
| Печатных листов-оттисков, млн                      | н. д.                                              | 48,775                                             | 51,7821                                            | 56,3832                                            | 57,3444                                            | 69,4805                                            | 52,3702                                            |